# Köbli Attila
Köbli Attila (Nyíregyháza, 1956. március 8. – Nyíregyháza, 2013. március 10.) festőművész, grafikus, tanár.
Festészetem meghatározó motívumai a szatmári táj gazdag részletei.
Tanulj meg szeretet adni, s mindened meglesz, amit kívánsz.

## Életpálya
Középfokú tanulmányait a Nyíregyházi Kölcsey Ferenc Gimnáziumban végezte, majd a Bessenyei György Tanárképző Főiskolára járt rajz-matematika szakra, illetve az Eszterházy Károly Tanárképző Főiskolán szerzett rajz-földrajz szakos diplomát. A főiskola mellett Tuzséron (1981) és Mártélyon (1982, 1983, 1987) volt alkotótáborokban. 1977-ben kezdett tanítani Csengerújfaluban, itt ismerte meg a holtágakban, a ligetes rétekben gazdag szatmári tájat, amely festészetének meghatározó motívumává vált. 1986-ban került Máriapócsra, ahol véglegesen letelepedett.
A figurális témák iránti vonzalma, és vidéki létforma a témaválasztásában is gazdagodást hozott. Tárlatot általában évente egyet rendezett valamely jeles esemény kapcsán. Budapesten, Debrecenben, Királyhelmecen és a Tiszántúl több városában, falvában volt már önálló  valamint számtalan közös kiállítása (Nyíregyháza, Kisvárda, Mátészalka, Hódmezővásárhely stb.). Több képzőművészeti alkotótábor munkájában vett részt, a mártélyi táborok szellemisége erősen hatott rá. 2001-ben alapítója és létrehozója volt a bodrogkeresztúri gyermek alkotótábornak. Alapító tagja volt a tiborszállási, valamint 2003–2004-től főszervezője volt a máriapócsi és a nyírbogáti művészeti alkotótáboroknak. Ez utóbbinak 2006-tól művészeti vezetője is volt. Erdélyben, Székelyföldön járt tanulmányúton.
Művei eljutottak több hazai és külhoni magángyűjteménybe. A festészet mellett alapfokú művészeti iskolákban tanított festészetet. Tagja volt a mátészalkai és a királyhelmeci Ticce Művészeti Egyesületeknek, továbbá a Kárpátok Művészeti és Kulturális Egyesületnek.

## Fontosabb kiállítások
| - Baktalórántháza, 1994, 1996 (önálló) - Mátészalka, 1999 (önálló) - Budapest, 1999 (önálló) - Hodász, 2000 (önálló) - Csenger, 2001 (önálló) - Királyhelmec, 2004 (önálló) - Kisvárda, 2005 (önálló) - Debrecen, 2005 (önálló) - Máriapócs, 1993-2007 (önálló) - Dombrád, 2007, stáció sorozat (önálló) - Budapest, Magyar Kultúra Háza, 2008 (önálló) - Budapest, Magyar Kultúra Háza, 2009 (közös) - Nyíregyháza, Park Hotel Sóstó, 2009 (közös) - Nyíregyháza, Bencs Villa, 2012 (önálló) |